# Бервік (Пенсільванія)
Бервік (англ. Berwick) — місто (англ. borough) в США, в окрузі Колумбія штату Пенсільванія. Населення — 10 327 осіб (2020).

## Географія
Бервік розташований за координатами 41°3′19″ пн. ш. 76°15′4″ зх. д. / 41.05528° пн. ш. 76.25111° зх. д. (41.055228, -76.250989).  За даними Бюро перепису населення США в 2010 році місто мало площу 8,43 км², з яких 7,97 км² — суходіл та 0,46 км² — водойми.

### Клімат
| Клімат : Бервік       | Клімат : Бервік | Клімат : Бервік | Клімат : Бервік | Клімат : Бервік | Клімат : Бервік | Клімат : Бервік | Клімат : Бервік | Клімат : Бервік | Клімат : Бервік | Клімат : Бервік | Клімат : Бервік | Клімат : Бервік | Клімат : Бервік |
| Показник              | Січ.            | Лют.            | Бер.            | Квіт.           | Трав.           | Черв.           | Лип.            | Серп.           | Вер.            | Жовт.           | Лист.           | Груд.           | Рік             |
| Середній максимум, °C | 2,2             | 3,9             | 8,9             | 16,7            | 22,8            | 27,8            | 30,0            | 28,9            | 24,4            | 18,9            | 10,6            | 3,9             | 16,7            |
| Середній мінімум, °C  | −7,2            | −6,7            | −2,2            | 2,8             | 8,9             | 13,9            | 16,1            | 15,6            | 11,7            | 5,0             | 0,6             | −5              | 4,4             |
| Норма опадів, мм      | 58              | 58              | 69              | 86              | 102             | 91              | 104             | 102             | 91              | 71              | 81              | 74              | 991             |
| --------------------- | --------------- | --------------- | --------------- | --------------- | --------------- | --------------- | --------------- | --------------- | --------------- | --------------- | --------------- | --------------- | --------------- |
| Джерело: Weatherbase  |                 |                 |                 |                 |                 |                 |                 |                 |                 |                 |                 |                 |                 |

## Демографія
Згідно з переписом 2010 року, у селищі мешкало 10 477 осіб у 4540 домогосподарствах у складі 2653 родин. Густота населення становила 1243 особи/км².  Було 5035 помешкань (597/км²).
Расовий склад населення:
| - 94,4 % — білих - 1,5 % — чорних або афроамериканців - 0,8 % — азіатів - 0,2 % — корінних американців - 1,5 % — осіб інших рас |

До двох чи більше рас належало 1,6 %. Частка іспаномовних становила 3,7 % від усіх жителів.
За віковим діапазоном населення розподілялося таким чином: 22,7 % — особи молодші 18 років, 59,5 % — особи у віці 18—64 років, 17,8 % — особи у віці 65 років та старші. Медіана віку мешканця становила 40,3 року. На 100 осіб жіночої статі у селищі припадало 91,3 чоловіків;  на 100 жінок у віці від 18 років та старших — 86,8 чоловіків також старших 18 років.
Середній дохід на одне домашнє господарство  становив 46 046 доларів США (медіана — 35 445), а середній дохід на одну сім'ю — 52 920 доларів (медіана — 41 687). Медіана доходів становила 36 491 долар для чоловіків та 25 779 доларів для жінок. За межею бідності перебувало 21,3 % осіб, у тому числі 35,4 % дітей у віці до 18 років та 11,6 % осіб у віці 65 років та старших.
Цивільне працевлаштоване населення становило 4454 особи. Основні галузі зайнятості: роздрібна торгівля — 20,5 %, виробництво — 19,9 %, освіта, охорона здоров'я та соціальна допомога — 16,7 %.